# Псевдомембранозный энтероколит
Псевдомембранозный колит — заболевание толстого кишечника, характеризующееся воспалением и повышенным образованием бело-жёлтых бляшек, в совокупности представляющих из себя псевдомембрану на поверхности слизистой оболочки кишечника. Как правило вызывается спорообразующей анаэробной бактерией Clostridium difficile, однако может возникать и по другим причинам. Несмотря на то что клинические проявления болезни весьма вариабельны, чаще всего у больных наблюдаются длительная диарея, интоксикация, боль в животе и лейкоцитоз, возникающие, как правило, на фоне антибиотикотерапии.

## Причины
Причиной псевдомембранозного энтероколита является нерациональное применение антибиотиков, приводящее к избыточному размножению определенного условно-патогенного микроба — Clostridium difficile.
Хотя этиологически Clostridium difficile является наиболее частой причиной заболевания, до эры антибиотиков заболевания часто ассоциировалось с ишемической болезнью, обструкцией, сепсисом, уремией и отравлением тяжёлыми металлами. Помимо C. difficile из числа бактерий заболевание могут вызывать Clostridium ramosum, Escherichia coli O157:H7, Klebsiella oxytoca, Plesiomonas shigelloides, Salmonella enterica, шигеллы, золотистый стафилококк и Yersinia enterocolitica. Из числа вирусных возбудителей заболевание может вызывать цитомегаловирус, однако у людей без нарушений работы иммунной системы колиты, вызванные цитомегаловирусом, встречаются редко. Также заболевание могут вызывать несколько паразитов: дизентерийная амёба, Schistosoma mansoni и угрица кишечная. В случае с Schistosoma mansoni под наибольшей угрозой находятся люди с нарушениями работы иммунной системы.
При ишемических колитах псевдомембранозный энтероколит часто приписывается C. difficile, в результате чего ишемический колит не всегда распознаётся на ранних стадиях заболевания, а диагностирование затруднено.

## Симптомы и течение
Диарея, частый водянистый стул, со слизью и кровью. Повышается температура, появляются признаки интоксикации — слабость, разбитость, тошнота, рвота. Больной жалуется на боли в животе, которые усиливаются перед дефекацией, могут быть ложные позывы, тенезмы. При объективном исследовании живот умеренно вздут, отмечается болезненность при пальпации по ходу толстой кишки. Тяжелым можно считать такое течение заболевания, когда в клинике, наряду с выраженными кишечными проявлениями, наблюдаются сердечно-сосудистые нарушения — тахикардия, гипотония; явления дегидратации и электролитные расстройства. Часто бывают признаки нарушения белкового обмена, по-видимому, вследствие экссудативной энтеропатии. Утяжеляет состояние больного развитие осложнений — перфорации кишки и токсического мегаколон. У больного с перфорацией значительно усиливаются боли, появляется локальная болезненность и напряжение мышц брюшного пресса, определяется свободная жидкость в брюшной полости, ещё более усугубляются общие расстройства.

## Лечение
Первым и ключевым мероприятием является отмена антибиотика, спровоцировавшего развитие псевдомембранозного колита, если это не противоречит лечению других заболеваний. Этиотропная терапия заключается в назначении антибактериальных средств, к которым чувствительна Сl.difficile. Это ванкомицин, метронидазол, фидаксомицин. Согласно современным клиническим рекомендациям, препаратом выбора является Ванкомицин. Он плохо всасывается в кишечнике, при пероральном приеме его концентрация быстро нарастает. Назначается перорально по 125 мг 4 раза в день в течение 10 дней, при рецидивах предложены соответствующие методики, например, продолжительное лечение ванкомицином с постепенным снижением дозы или пульс-терапия. При невозможности назначения ванкомицина в качестве первой линии лечения и нетяжелом течении пациентам назначают метронидазол перорально 500 мг 3 раза в день в течение 10-14 дней. В тяжелых случаях, когда пероральный прием затруднен, метронидазол можно назначать внутривенно. Крайне важна патогенетическая терапия, особенно у больных тяжелыми формами заболевания. Основные её направления — коррекция водно-электролитных расстройств и белкового обмена, восстановление нормального состава кишечной микрофлоры, связывание токсина Cl.difficile. Прогноз обычно благоприятный при своевременно начатом лечении, однако даже при своевременных диагностике и лечении, заболевание может быть угрожающим жизни.
Ректальное введение больным людям фекалий или микроорганизмов из фекалий, взятых от здоровых доноров, может излечивать рекуррентную инфекцию Clostridium difficile.
В рандомизированных испытаниях безлотоксумаб, представляющий из себя моноклональные антитела, против токсина B C. difficile, показал себя эффективным по сравнению с плацебо в предотвращении повторной её инфекции , со сходным с плацебо профилем безопасности при первичном заболевании, снижая вероятность появления рецидивов болезни в течение двенадцати недель.

## Профилактика
Профилактика заболевания заключается в рациональном применении антибиотиков.